# Верладжи, Шефкет
Шефкет Бей Верла́джи (алб. Shefqet Bej Verlaci; 15 декабря 1877, Эльбасан, Османская империя — 21 июля 1946, Цюрих, Швейцария) — премьер-министр Албании в 1924 году и во время итальянской оккупации с 1939 по 1941 годы.
Распространены различные написания его имени и фамилии латиницей: фамилия — Vërlaci, Verlaçi, Verlaxhi, Velaxhi; имя — например, Shevket, как на его могиле.
В 1922 году — крупнейший землевладелец Албании, лидер консервативной Прогрессивной партии, противостоявшей любым попыткам земельной реформы.
В конце 1922 года известный албанский политик Ахмет Зогу был обручён с дочерью Верладжи, и благодаря поддержке последнего стал премьер-министром Албании.
В начале 1924 года Зогу уступил должность премьер-министра самому Верладжи из-за финансового скандала и разоблачения участия Зогу в попытке покушения. Верладжи вступил в должность 5 марта 1924 года и занимал её до июня 1924 года, после чего бежал в Италию. При правительстве Фана Ноли был заочно приговорён к смерти с конфискацией всего имущества.
Когда Зогу стал королём в 1928 году, он разорвал помолвку с дочерью Верладжи, и последний стал его непримиримым врагом.
С 12 апреля 1939 года возглавлял правительство Албании, сформированное итальянскими оккупантами, и в течение 4 дней также исполнял обязанности главы государства (с 16 апреля итальянский король Виктор Эммануил III стал также королём Албании). Опираясь на итальянскую поддержку, потребовал включения в состав Албании населённых албанцами земель Югославии (Косово) и Греции. Ушёл в отставку в декабре 1941 года.
Умер в Цюрихе в 1946 году, похоронен на протестантском кладбище в Риме.